# 谢道山宝塔
谢道山宝塔，位于中国广东省汕尾市海丰县附城谢道山，为海丰县的一个县级文物保护单位，类型为古建筑，公布时间为1997年。
谢道山宝塔的历史年代为清代。

## 历史
该塔于明朝崇祯二年，由海丰县令周一敬议建，为镇压西溪水患。因明末经济萧条，时局不稳而停建。
延至清康熙二十七年（1688年），由时任海丰县令姚德基建成。

## 建筑
谢道山宝塔为七层八角楼阁式空心塔。为石与灰沙混合结构。原高25米，现高23.5米。底层直径10米，内腹径3.2米。往上逐层缩小。
塔身底层用花岗岩石块砌筑，第二层以上均用灰沙夯筑。塔中空心，每层均用木板平铺，人可沿木梯盘旋登塔，木板木梯后被侵华日军拆毁。
顶部塔刹装有生铁葫芦和一把铁剑，后为雷电击毁。